# Pedro de Aguado
Fray Pedro de Aguado (Valdemoro, España, 1528 - 1609) fue un franciscano español, provincial del convento de Santa Fe en el Nuevo Reino de Granada, (actual Colombia). Además, fue autor de varias crónicas de la conquista de las actuales Colombia y Venezuela.

## Biografía
Fray Pedro de Aguado (Valdemoro, España, 1538 - 1609) fue un franciscano español, provincial del convento de Santa Fe en el Nuevo Reino de Granada, (actual Colombia).  Además, fue autor de varias crónicas de la conquista de las actuales Colombia y Venezuela.

## Obras
- Recopilación historial, Bogotá, Academia Colombiana de la Historia, 1906;
- Historia de Venezuela:
  - Caracas, 1914;
  - con prólogo, notas y apéndice por Jerónimo Becker, Madrid, Real Academia de la Historia, 1918-1919;
- Historia de Santa Marta y Nuevo Reino de Granada:
  - Real Academia de la Historia, con prólogo, notas y comentarios de Jerónimo Becker, Madrid, 1916-1917, 2 vols.;
  - Madrid, España, 1930;